# Dakini

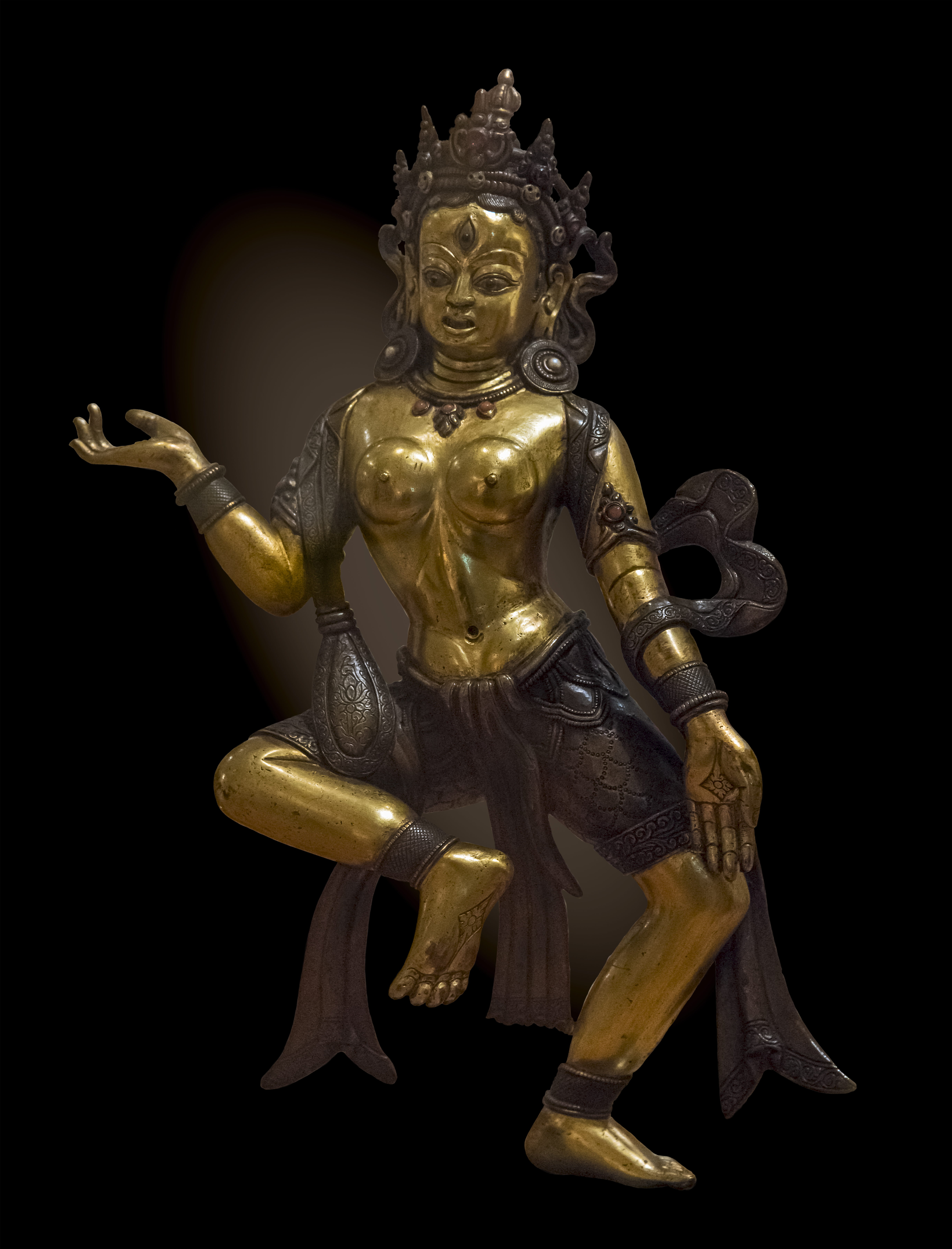
Dakini, musée Georges Labit à Toulouse.

Une dakini (sanskrit IAST : ḍākinī), translittéré en japonais : 荼枳尼天, dakini-ten, ou encore khandroma (tibétain : མཁའ་འགྲོ་མ་, THL : 'mkha'-'gro-ma') ; chinois : 空行母 ; pinyin : Kōngxíng mǔ) est une divinité féminine du bouddhisme vajrayāna ou un « démon-femelle » dans l'hindouisme, importante dans les pratiques tantriques du bouddhisme tibétain. 
Les dākinīs hindoues (et leurs équivalents masculins, les dākas) se déplacent dans le ciel, ce que traduit leur nom chinois et tibétain (kōng / mkha, ciel ;  xíng / gro, déplacement ; mǔ / ma, femme). Cette faculté est un accomplissement magique (siddhi), occulte dans le cas des dākinīs dites mondaines, ou spirituel pour les dākinīs dites de sagesse. Dans ce dernier cas, le ciel est le symbole bouddhiste de la sagesse inhérente à la vacuité fondamentale, et s'y mouvoir représente les moyens habiles (upayas) mis en œuvre en vue de l'Éveil universel (bodhicitta).
Généralement le terme dākinī semble provenir de la racine de daksha, signifiant capacité, habilité. Cependant, d'autres interprétations ont été proposées. Pour certains, dak- signifierait « appeler en criant ou en frappant » et ferait référence aux tambours ou psalmodies de femmes-shamans. Au Bengale et dans l'actuel Bangladesh, région d'origine du maître indien Atisha et des mahāsiddhas Tilopa et Naropa, où le culte des dakinis était autrefois répandu, dakh signifie « pur » ou « incomparable ». C'est l'origine du nom de la ville de Dacca et de celui de la déesse Dhakeshwari qui y a un temple. Le village de naissance d'Atisha se nomme d'ailleurs Vajrayogini, nom d'une importante dākinī bouddhiste.
Les dākinīs sont des personnages composites dans lesquels on entrevoit la silhouette de divinités de cultes antérieurs au tantrisme ou au bouddhisme, d'esprits de la nature, de sorcières ou démons féminins indiens ou himalayens. Dans le bouddhisme tibétain, elles peuvent être des déités mondaines subjuguées, des formes féminines et courroucées de bodhisattvas ou de bouddhas, ou encore des personnalités historiques ou légendaires, compagnes de mahāsiddhas ou mahasiddhas elles-mêmes. Khandro est un titre honorifique pour les yoginīs ou les nonnes.

## Hindouisme
Parfois acolytes d'une grande divinité comme Kâlî ou Chandi (Dourgâ), parèdres féroces de Shiva, les dākinīs dans l'hindouisme ont un aspect terrible, parfois plusieurs visages : les dâkinîs sont « des démons-femelles, mangeuses de chair crue. (...). Pûtanâ, le démon qui voulut empoisonner Krishna, était une Dâkinî ». Comme les déesses qu’elles servent, elles mettent leur agressivité au service des dieux ou de ceux qui leur rendent un culte. Messagères et psychopompes, elles hantent les champs de bataille et les cimetières. Elles tirent peut-être leur origine des déesses protectrices des villages (grama devati), ou de cultes aborigènes de l’Est de l’Inde, comme on l’a proposé pour Kālī. La croyance que certaines femmes quittent leur maison la nuit pour se réunir dans la forêt où elles dansent nues avec les esprits et les bêtes féroces existe encore chez les Santals du district de Mayurbhanj (Orissa). Le culte des soixante-quatre dākinīs (huit principales accompagnée chacune de huit acolytes) semble avoir été répandu dans l'Est et le Centre-Nord de l'Inde du IXe au XIIIe siècle. On peut encore voir cinq de leurs temples en état correct de conservation (deux dans l’Orissa, un dans l’Uttar Pradesh, un dans le Madhya Pradesh et un dans le Tamil Nadu). Ce sont des temples à ciel ouvert, peut-être en raison du fait que les dākinīs se déplacent en volant. On les priait pour obtenir les pouvoirs surnaturels de siddhi, le contrôle de la nature ou la santé. Le terme dākinī désigne aussi en hindi une sorcière âgée, un démon femelle ou une ghoule.

## Tibet

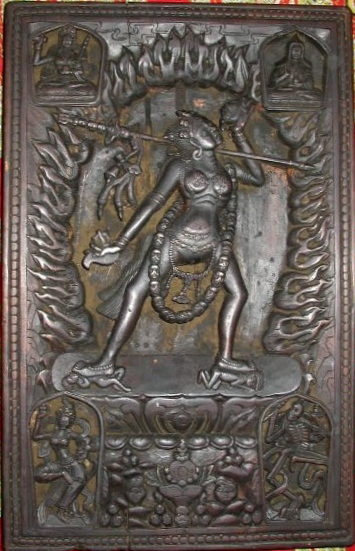
Vajrayoginī

### Forces naturelles
Dans l’Himālaya, les dākinīs se confondent parfois avec des esprits locaux, comme les cinq sœurs Tseringma que Padmasambhava soumit et transforma en protectrices du dharma. Selon la tradition orale, quand des nuages noirs et blancs apparaissent ensemble dans le ciel, ce sont deux groupes de dākinīs qui s’affrontent. Sur le mont Zari dans le sud du Tibet, on montre un plateau où, pendant la période du grand pèlerinage des années du singe qui doit empêcher un esprit de descendre nuire aux habitants des vallées, Simhamukha à tête de lion affronte d’autres dākinīs aux échecs.

### La coiffe noire des Karmapas
Les Karmapas du Tibet sont les détenteurs de la coiffe noire (tibétain cod-pan) dont on dit qu'elle fut tissée par les dākinīs à partir de leurs chevelures et offerte au Karmapa en reconnaissance de sa réalisation spirituelle. Parce qu'il aurait pu percevoir cette coiffe Zhwa-nag, l’empereur de Chine Yongle des Ming offrit au 5e Karmapa (1384-1415) une couronne la matérialisant. Elle est actuellement conservée au monastère de Rumtek au Sikkim, siège du 17e Karmapa en exil.
Le 15e Karmapa, (1871-1922), fut le premier de la lignée des Karmapas qui se maria. Il vit dans un rêve que pour prolonger sa vie, il devait prendre pour épouse une émanation de la dākinī Yeshe Tsogyal, Urgyen Tsomo, née dans une famille près de Tsourphou. Elle put prolonger la vie du 15e Karmapa pendant 9 années.

### Mahāsiddhas
Les dākinīs ont une relation privilégiée avec les yogis et les mahāsiddhas qu’elles mettent à l’épreuve. S’ils se montrent à la hauteur, ils visiteront leur paradis (Khechara). Elles révèlent les secrets, comme les dākinīs qui guidèrent les envoyés à la recherche d’Atisha, ou la prophétesse qui lui annonça que son séjour dans le pays des Neiges serait profitable au bouddhisme, mais que sa vie en serait écourtée de plusieurs années. Elles aident à la découverte des termas, textes cachés ou révélés. Senge Dongma, dākinī à tête de lion, révèle à Padmasambhava le mantra d’Avalokiteśvara. Padmasambhava aurait confié son enseignement oral à Yeshe Tsogyal, princesse de Kharchen, sa compagne tibétaine, qui le transcrivit en écriture de dākinī et le dissimula pour les siècles à venir. Ainsi, Yeshe Tsogyal écrivit Le Bardo Thödol, Le Livre des Morts Tibétain composé par Padmasambhava. L'écriture de dākinī est une écriture fantastique que le tertön, découvreur des textes-trésors, doit interpréter avant de la retranscrire en tibétain. Les grandes yoginīs historiques sont considérées comme des incarnations de dākinīs, comme Yeshe Tsogyal ou Machik Labdrön (ou Machig Gyalmo), contemporaine de Milarépa.

### Pratiques tantriques
Forme féminine, la dākinī représente la sagesse et l’esprit du pratiquant. Comme toutes les divinités tantriques, il en existe plusieurs types et plusieurs niveaux : mondaines ou éveillées, yidams ou dharmapālas, bodhisattvas ou bouddhas. En effet, s'il s'agit à l’origine de formes féminines courroucées, elles peuvent être considérées comme des émanations d’autres déités, et dans certaines représentations apparaissent sous une forme plus sereine. La place et la fonction d’une même dākinī peuvent varier selon les traditions et les pratiques. Dans certaines, la dākinī est l’un des trois refuges dits extraordinaires du tantrisme : guru, yidam et dākinī ou dharmapāla, appelés les trois racines. Elles peuvent aussi jouer le rôle de parèdre virtuelle, appelée jñanamudrā, dans les visualisations de yab-yum, une parèdre réelle étant une karmamudrā.

#### Abus sexuels dans le bouddhisme tibétain
L'anthropologue Marion Dapsance qui a enquêté sur les centres Rigpa et les abus sexuels dont a été accusé Sogyal Rinpoché, déclare en 2016 : « il semblerait que dans ces centres, les dakinis ne soient ni plus ni moins que des partenaires sexuelles »,.

## Quelques dākinīs
- Vajra Varahi (Dorje Phagmo), l’une des parèdres de Cakrasamvara, forme plus terrible de Vajrayogini ; les cinq compagnes de Padmasambhava, en particulier Yeshe Tsogyal, lui sont assimilées : cette dernière est sa parole, Mandarava (originaire de Zahor) son corps, Belmo Sakya Devi (Népal) son esprit, Belwang Kalasiddhi (Népal) sa nature, Mangala ou Monmo Tashi Khyeudren, son activité ;

- Simhamukha (Simhavaktra) ou Seng Dongma à tête de lion ; dans la tradition nyingmapa elle est l’initiatrice de Padmasambhava, ou celle de ses émanations qui représente l’enseignement secret ; dans les autres traditions elle est parèdre de Chakrasamvara ;
- Sarvabuddhadākinī ou Narodakini, initiatrice de Naropa ;
- Maitridākinī, initiatrice de Maitripa, l'un des maîtres de Marpa ;
- Sukhasiddhi : Naljorma Dewa Ngodrub Chenpo, yogini du Xe – XIe siècles, lui est assimilée ;
- Niguma, initiatrice de Chungpo Naljor ; Vimalashri, sœur ou compagne de Nāropa, lui est assimilée ;
- Machik Labdrön (Machig Drepay Drolma ou Machig Gyalmo), matriarche du chöd, qui conféra l’initiation de Tchenrézi (Avalokiteśvara) à Rechungpa, l'un des deux disciples principaux de Milarépa ;
- Les huit Kerima Dākinīs  (rNam-shes brgyad-kyi ye-shes mkha'-'gro bzhi), parèdres des huit Herukas, formes courroucée des huit bodhisattvas. Elles ont une forme encore plus terrible à tête d’animal appelée Phramenma.
- Les quatre dākinīs gardiennes des portes du mandala (sgo ma bzhi) ;
- Les cinq dākinīs associées aux bouddhas de méditation (Ye-shes mKha-'gro lnga), émanations de Vajravārahī, ou Vajrayoginī ;

Les groupes de dākinīs apparaissent durant la période du bardo entre la mort et la renaissance.

### Forme courroucée
Dans sa forme courroucée, elle a typiquement l’aspect d’une femme nue dans une attitude de danseuse ou de guerrière (pratyalidha), collier de crânes et cheveux épars, foulant aux pieds un cadavre et tenant un racloir (sk. kartika, tib. tri gug), une coupe-crâne remplie de sang ou une fiole, un gourdin en forme de fémur surmonté d'un crâne (khatvanga), parfois un trident (trishula) sur l’épaule.

## Iconographie
La nudité de la dākinī symbolise l’état naturel et sauvage, et selon l'interprétation bouddhiste l’absence d’ego ou d’obstacle mental, la nature propre révélée. Son aspect féroce et ses accessoires rappellent les figures de Kālī ou Durgā : le crâne rempli de sang qu’elle s’aprête parfois à boire évoque l'épisode où Kālī but le sang du démon Raktabeeja, la fiole qui le remplace parfois l'élixir de vie et de force de Durgā ; le couteau-racloir sert à séparer les chairs des os et signifie selon l’optique bouddhiste le dépouillement de l’ego et de l’ignorance. Le trident (trishula) est à l'origine un des emblèmes de Shiva, homologue masculin de Durgā et Kālī, et divinité lié aux pratiques tantriques. Souvent, sur sa hampe sont enfilées trois têtes, qui sont de bas en haut : une tête fraîchement coupée (bleue), une tête en état de décomposition (rouge) et un crâne (blanc) ; selon l'interprétation du bouddhisme tantrique elles représentent le futur, le présent et le passé, ou le nirmāṇakāya, le sambhogakāya et le dharmakāya ; les trois couleurs sont associées aux syllabes :Om Ah Hung

## Divers
- Au Ladakh, les dākinīs sont rituellement invitées aux mariages ; on pense qu’elles portent bonheur au futur couple.
- Le 25e jour de chaque mois lunaire est consacré aux dākinīs, le 10e aux dākas, leurs homologues masculins.
- Au Japon la principale forme de dakini (dakini ten) introduite par le courant tantrique shingon est représentée debout sur une divinité shinto Inari (divinité japonaise) représentée par un renard.